# Daniel Robert Hunziker
Daniel Robert Hunziker, né le 25 février 1965 à Walenstadt, est un sculpteur suisse.

## Biographie
Il étudie l'architecture en 1988 à l'École polytechnique fédérale de Zurich. En 1992, il passe une année de stage à New York auprès du sculpteur américain Willard Boepple. De 1993 à 1997, il poursuit ses études à la Haute École d'art de Zurich. En 1997, il reçoit de la ville de Zurich une bourse donnée par la fondation Friedrich Vordemberge-Gildewart.